# 柏林-泰格尔奥托·利林塔尔机场

柏林-泰格尔奥托·利林塔尔机场舊標誌

柏林-泰格尔“奥托·利林塔尔”机场（德語：Flughafen Berlin-Tegel “Otto Lilienthal”），简称柏林-泰格尔机场，曾經是德国首都柏林的主要国际机场，以该国航空先驱奥托·利林塔尔的名字命名，位于柏林市区西北的泰格尔，停用前为目前柏林两个商用机场中最繁忙的一个。其独特的六边形空心航站楼设计使得乘客从飞机进入航站楼的步行距离最短只有30米。在2010年，泰格尔机场共发送旅客约1500万人次，以客运量计，规模排名德国第四（次于法兰克福、慕尼黑及杜塞尔多夫）。机场由“柏林机场公司（Berliner Flughafen-Gesellschaft）”负责运营管理，是柏林-舍讷费尔德机场有限公司的一间子公司。在柏林－舍讷费尔德机场扩建完成并更名为柏林勃兰登堡国际机场后，泰格尔机场正式关闭，所有商用航班转至新机场。由於柏林勃兰登堡国际机场工程延宕多年，因此，事實上泰格尔机场的关闭日期比預定時間晚了8年，遲至2020年11月8日才正式關閉。
泰格尔机场在停用前为汉莎航空的重点机场，也曾經是包机航空公司日耳曼尼亚的重要基地。

柏林-泰格尔奥托·利林塔尔机场航站楼平面图

## 位置及地面交通

柏林各机场的方位

泰格尔机场位于柏林赖尼肯多夫区的下属区泰格尔，距离市中心西北约8公里。泰格尔南部的区域是机场的主要出入口，可以处理几乎全部的民用航空交通；而夏洛滕堡-威尔默斯多夫区也有机场的一小部分区域。机场海拔高度为37米。
机场可通过公共交通巴士（X9、TXL、109路和128路）相连。依靠连结公路可以接驳至附近的111国道；穿过北跑道下方的隧道则可接驳高速公路。
在最初的规划中，兴建从容芬海德火车站连接至机场的地铁线路至今仍未实施。而随着机场计划于未來數年遷建並关闭，该规划亦将不再推进。

## 航空公司及航点
泰格尔机场最常见的旅行目的地是提供中转的枢纽机场法兰克福。此外从泰格尔也可直接飞往欧洲内部的各航点，如苏黎世、伦敦、巴黎、维也纳、马德里、米兰和布鲁塞尔等。卢森堡航空还在此提供往返于卢森堡及萨尔布吕肯的直达航班。
在洲际航线中，除了在土耳其和北非的若干航点，泰格尔还提供飞往纽约、曼谷、特拉维夫、多哈、巴拉德罗、蓬塔卡纳（多米尼加）、新加坡、北京和乌兰巴托的航班。此外，机场自2010/2011年冬季时间表执行起，将提供每周一班往返于普吉的航班。以泰格尔为枢纽机场的航空企业从2010/2011年冬季时间表起也将其迪拜和迈阿密航班分别加密至每周三班和两班，并新增每周一班前往肯尼亚度假胜地蒙巴萨的航班。
德国最大的航空公司汉莎航空在泰格尔机场仅提供8条航线，其中还包括6条德国境内航线，此举一直饱受当地政界及商界的批评。

## 历史

### 早期历史

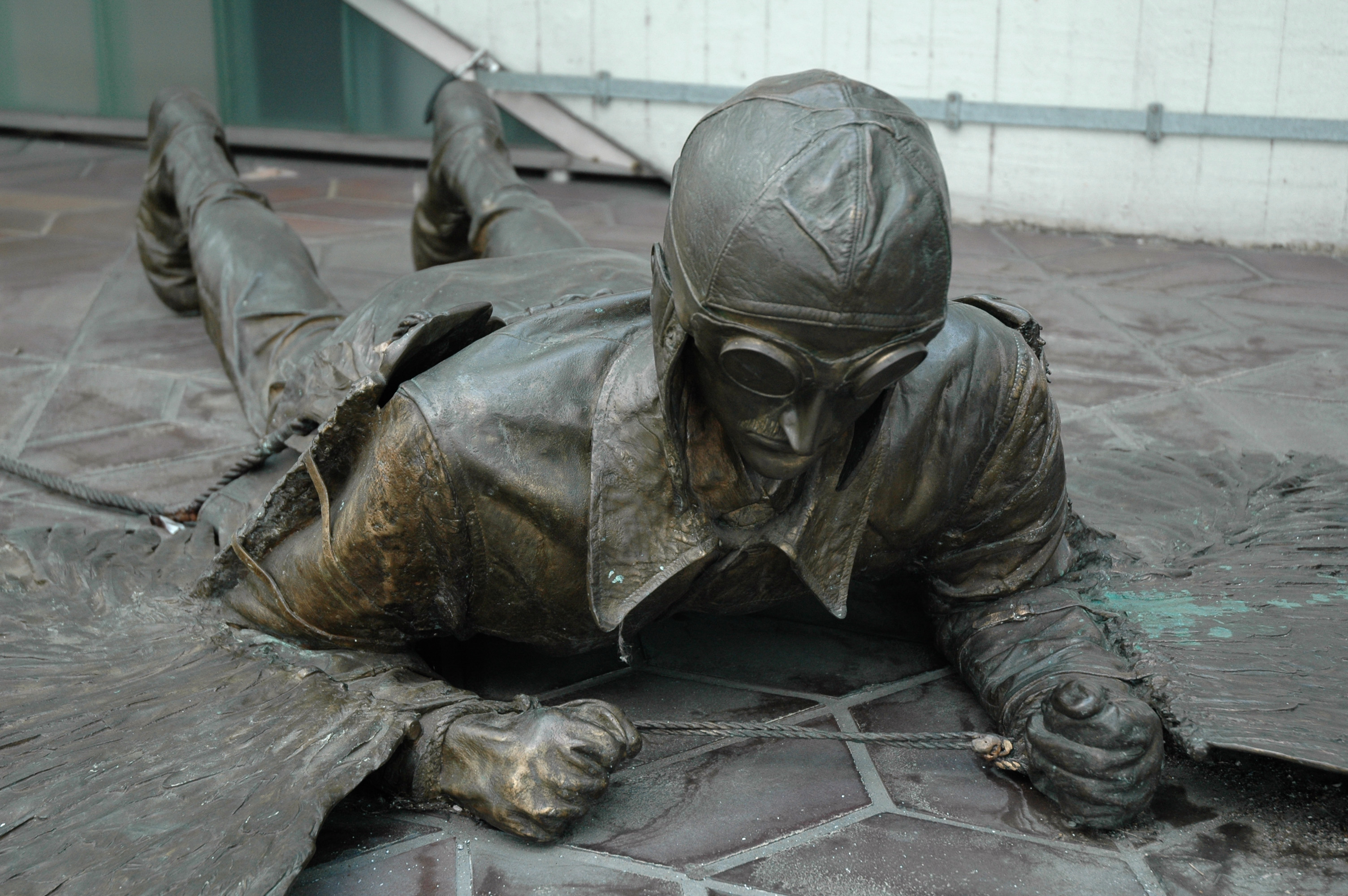
机场内的奥托·利林塔尔雕像

柏林-泰格尔机场最早曾是容芬海德森林的一部分，作为供普鲁士国王狩猎的场所；其后普鲁士军队又将其改建为炮兵靶场。进入20世纪后，第一普鲁士飞艇大队（1. Preußische Luftschiffer-Bataillon）在此成立，并进行了不同的飞艇设计的飞行试验。这个在当时被称作莱尼肯多夫飞艇机场（Luftschiffhafen Reinickendorf）的场地在1906年又建起了现存的首个飞艇机库。在此地进行飞行测试的飞艇还包括帕赛伐尔型和大巴森纳赫型。随着第一次世界大战的爆发，飞艇大队重组为飞艇替换部，致力于为飞艇实战部队提供培训、以及为侦察部队提供系留气球协助。从1914年8月20日起，人们开始筹备重新建早一座带有机库的飞艇机场。
但在第一次世界大战结束后，凡尔赛条约规定德意志帝国不得发展空军力量，这直接限制了泰格尔的飞艇发展，其重建计划也被迫取消。
1930年9月27日，泰格尔火箭发射场在鲁道夫·内贝尔的领导下开幕。内贝尔与沃纳·冯·布劳恩主要在此秘密从事以液体为燃料的火箭及导弹研发工作，直至后来基地搬迁至佩内明德后，研发工作也随之转移并继续推进。在第二次世界大战期间，泰格尔主要被用作空军高射炮部队的训练场所。
战争结束后，泰格尔地区遍布大量遭受轰炸后的弹坑，当地的建筑物也几乎被摧毁殆尽，在土壤中甚至还残留有未引爆的弹药。当地政府开始计划在此地重整后兴建小型花园和住宅，以缓解战后住房短缺的问题。

### 柏林空中桥梁
然而到1948年，苏联占领区当局开始实施柏林封锁，兴建住宅的计划被迫搁置。为了通过柏林空中桥梁（Berliner Luftbrücke）保障物资的输送，法国占领区当局连同美国专家及德国工人需要在90日内为西柏林的建起一座新机场，泰格尔就此成为最合适的选址。在封锁实施的6星期后，位于泰格尔的当时欧洲最长飞机起降跑道（2428米）于1948年8月5日正式动工兴建，而其它必要的建筑和大堂则采取最简单的方式临时搭建。1948年11月5日，一架道格拉斯C-54运输机成为首架降落在泰格尔的飞机，新机场随后于12月初正式开幕。柏林封锁期间大部分的飞行运营主要由美国飞机完成，这是由于法国空军缺乏足够数量的运输机，并受到法越战争的牵制。同年12月16日，设于苏联军事当局控制下柏林广播电台的发射塔被炸毁，这是由于它影响了正常的飞行操作。

### 民航交通建设
在西柏林于冷战时期的特殊的政治局势下，意味着只有三个占领国（即美国、英国和法国）的民用航空公司方可执行往返于西德的航空交通，因其机组人员均为来自这些国家的公民。自1960年1月2日起，法国航空将泰格尔机场纳入飞行航班计划，成为首家在此运营常态化定期航班的航空公司。这便是泰格尔机场民用航空的开端。此前一直担任民航机场角色的是柏林－滕珀尔霍夫机场，但其相对较短的起降跑道不利于新兴的喷气式飞机使用。
泛美航空自1964年5月起成为第二家在泰格尔开办定期航班的航空公司，其首先开办了每周三班飞往纽约約翰·菲茨傑拉德·甘迺迪國際機場的航班。由于执飞这条跨大西洋航线的机型采用波音707和道格拉斯DC-8这类喷气式客机，因此滕珀尔霍夫失去了运营的机会。该航线后于1971年10月中止。

### 转变为西柏林重要机场
自1968年4月起，随着滕珀尔霍夫无法处理日益增长的客运量，所有原驻扎于滕珀尔霍夫的包机航空公司均转场至泰格尔。同时，一座专为包机航空公司而建的航站楼建筑在泰格尔落成，它位于跑道以北，并可供法国航空及泛美航空使用。渐渐地，越来越多的航空公司来到泰格尔，如海峡航空、DAN航空、雷克航空和摩登航空等，都已在此驻扎其机队。DAN航空在海峡航空于1972年破产后接管了其与机场签订的包机合同，并不断扩充自己的势力，随后这个英国私人航空公司成为泰格尔机场的第三大用户。DAN航空不仅提供航班往返于英国，还在泰格尔设立众多航线往返于德国境内和欧洲各国城市。
泰格尔南部的机场设施由汉堡建筑事务所格尔坎、马尔格及合伙人（Gerkan, Marg und Partner，简称）于1965年至1975年期间规划完成，其建筑师团队包括迈因哈特·冯·格尔坎、付克文·马尔格和克劳斯·尼克尔斯。工程于1969年奠基，1970年动工建设，并于1972年封顶。至今仍在使用的六边形主航站楼建筑斥资4.3亿德国马克，位于机场南端，于1974年10月23日落成，并在同年11月1日开幕。四架当时全球体积最大的宽体客机特意飞来参加开幕式，它们分别是英国航空的一架洛克希德L-1011、雷克航空的一架麦道DC-10、泛美航空的一架波音747-100和法国航空的一架空客A300-B2。新航站楼的首个定期航班是DAN航空的一架BAC 1-11于当天早晨6点由特内里费抵达。而随着新航站楼的启用，位于机场跑道以北的民航设施被正式关闭。自1975年起，泰格尔进一步发展成为柏林最重要的商用机场。
柏林航空的前身美国柏林航空（Air Berlin USA）于1970年代末期开始在泰格尔运营其航班。法国欧洲柏林航空则在1988年成立并以泰格尔为枢纽机场。1980年代末，关于增加建设一座新航站楼的议案遭到西柏林市议会的否决。规划中的延长地铁5号线车站建设也被搁置，尽管该工程已经动工并存在部分未完工的建筑；为此容芬海德火车站还被设计为地铁7号线延长线和地铁5号线延长线的交汇站。
1988年泰格尔机场被冠以奥托·利林塔尔的名称，以纪念这位德国航空先驱。

### 德国统一后
随着1990年10月3日完成两德统一，所有针对柏林航空交通的特殊权利和限制皆被解除。泰格尔机场可由德国籍航空公司飞抵。汉莎航空于1990年10月28日起开始在泰格尔设立定期航班，并提供每日12条航线飞往德国各城市和伦敦。为此汉莎航空斥资1.5亿美元收购了泛美航空的“德国国内服务（Internal German Services）”，其中包括来自泛美的所有航权，及其设于泰格尔机场的登机口和航班时刻。
在1989年柏林墙被推倒后，兴建一座大型的柏林勃兰登堡机场规划开始被提上议程，泰格尔机场因此被认为无需再扩建。然而在航空交通量快速增长及大型机场延缓建设的情况下，泰格尔仍然必须扩建。因此，“内贝尔大厅（Nebelhalle，以火箭工程师鲁道夫·内贝尔命名）”及安置于此的登机柜位被改建为B航站楼，南部的原A航站楼在经过扩建后新增了D和E航站楼。位于A/B航站楼以东的一座综合客运大楼是2007年建成C航站楼，这是一座简易的航站楼，年均可额外处理250万人次的客运量。
柏林布蘭登堡機場启用后，柏林-泰格尔机场将会关闭其民航交通业务。关闭后的机场将移交至城市土地利用整体规划机构。2008年，一个泰格尔项目小组发起制定了机场用地再利用的建议，并提交讨论。机场主航站楼的设计师迈因哈特·冯·格尔坎在一个房地产研讨会中建议机场在未来可以作为一个“气候保护、可再生能源和可持续建筑的中心”使用。柏林工商会则在2009年9月表明在整个讨论中倾向于选择作为工业用地。此外，城市发展师因格伯格·容格-雷耶尔则呼吁将机场改造为绿色未来科技产业园区，局部可以兴建住宅，其余部分应作为一个自然空间，并将森林面积扩大保留。
2020年，因受到2019冠狀病毒病疫情影響，泰格爾機場的旅客人數大幅減少，機場管理層於4月29日宣布將於6月1日起暫時關閉機場，但後來此計劃取消，而機場繼續運作至2020年11月關閉為止。

#### 關閉
2020年10月1日，勃蘭登堡機場獲批准於10月31日啟用，意味著泰格爾機場即將關閉。 在機場關閉之前，機場向各大航空公司最後一班降落泰格爾機場的航班射水致意，客運大樓及控制塔在晚上亮起紅燈，並在官方宣傳中配上#DankeTXL（感謝泰格爾機場）的hashtag。最後一班從泰格爾起飛的是法國航空於11月20日前往戴高樂機場的航班，而早前漢莎航空已於11月7日終止來往泰格爾機場的服務，當天他們特意派出最新型的空中巴士A350-900執行最後一班航班前往慕尼黑，以隆重其事。桑德航空亦派出保留柏林航空塗裝的A320加開一班從泰格爾飛往勃蘭登堡機場的紀念航班，也有很多前柏林航空員工穿着他們的舊制服前來懷念。
由於法律及安全原因，泰格爾機場在停止客運服務後至正式停用的6個月期間仍然有飛機升降，然而沒有任何定期航班。而位於機場北部的軍用地段仍會供政府直升機使用至2029年。
2021年5月4日，泰格爾機場正式停用，在此之前臨時的C3客運大樓以及行李大廳等建築已被清拆。主客運大樓雖然將會保留，但亦已清空。
此機場的客運大樓曾經被用作COVID-19疫苗接種中心，之後於2022年3月用作乌克兰难民營。

## 设施

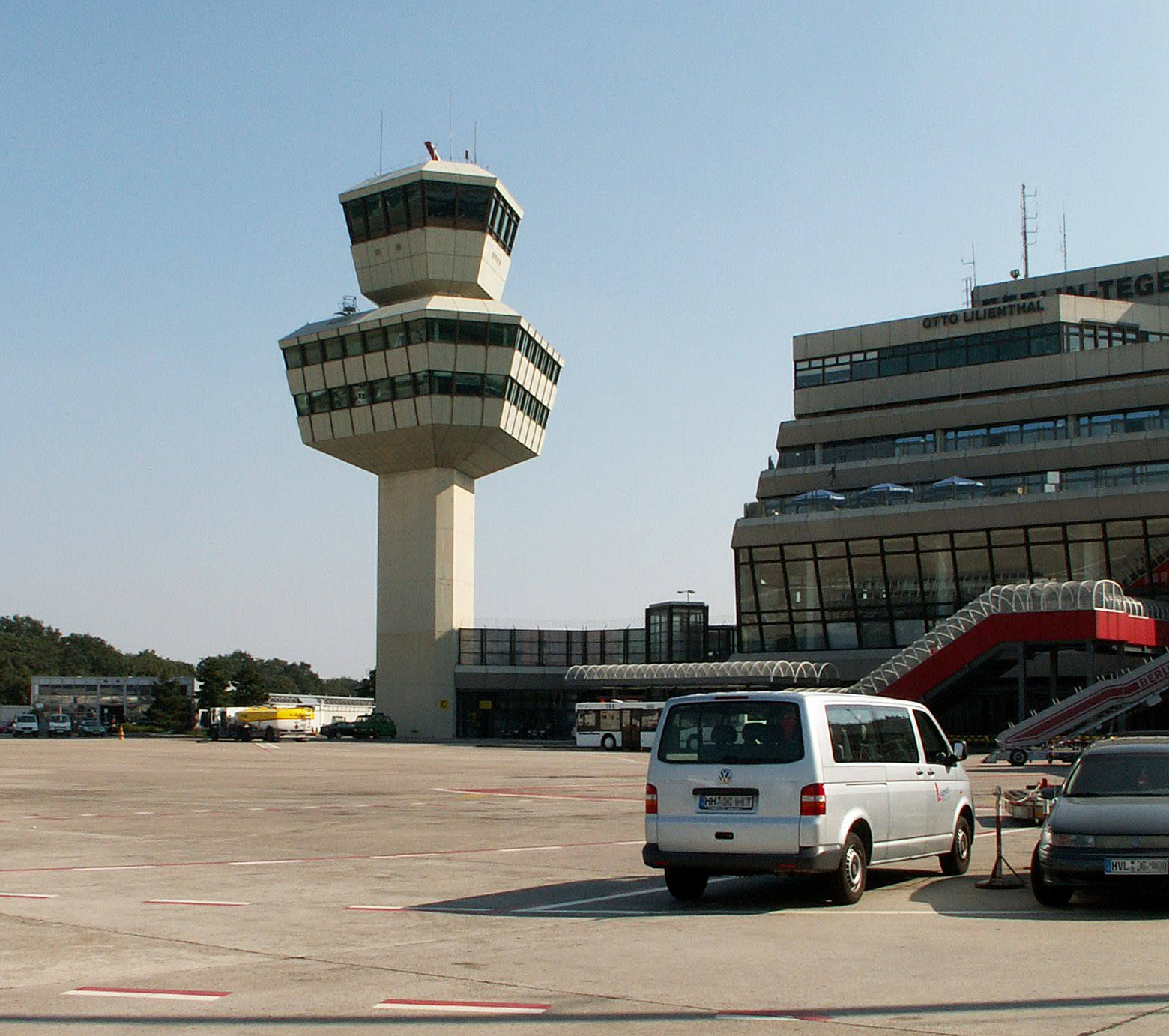
塔台及中央大楼

泰格尔机场的核心建筑群由5座航站楼建筑和一座高47.5米的塔台组成。该设施的外围是航空管制区，行车只能通过地下隧道抵达，位于机场北端毗邻起降跑道的停机坪，与位于南端的货运及维修设施、空厨和供给建筑、以及能源中心一同环绕着核心建筑群。总体而言，泰格尔机场每年约可处理1150万人次的客运量，平均每小时约可发送3175名旅客。对此机场为航站楼附近的停机位设了80个登机柜台，为远机位设有54个登机柜台，并提供44个近机位。受到夜航的限制，机场在夜间23点至凌晨6点是禁止航班起降的，期间只可处理获得批准的邮政航班和特殊航班。
机场也设有一个消防队，它与柏林其它机场的消防队一样均配备了专为机场而设的特制消防装备。

### 政府机场
泰格尔的政府机场位于机场跑道以北的区域，最初是由法国占领区当局作为军用场地使用。法国空军在此利用一些德哈维兰DHC-6 双胞胎水獭飞机运送邮件。自从1994年法国军队撤离后，这里成为泰格尔机场的政府飞行处，同时也可以由德国及其盟国作军事行动使用。此外，总部位于科隆/波恩机场的德国联邦国防军航空警备队在泰格尔机场也设有一个办事处。德国空军第三运输中队（3. Lufttransportstaffel）则在此部署了三架欧洲直升机公司的AS 532美洲狮直升机，供VIP客人搭乘。至1997年，航空警备队还获得了来自國家人民軍的军用直升机Mi-8。

### 商用机场

#### 中央大楼
泰格尔机场的中央大楼（Zentralgebäude）有一个活动区和会议空间。旅客在此可找到机场信息服务台、行李寄存、邮局、旅行社、航空公司的售票处和咨询处、警察局、海关及餐饮等设施。此外，中央大楼内还设有一些机构的办事处。

#### A航站楼

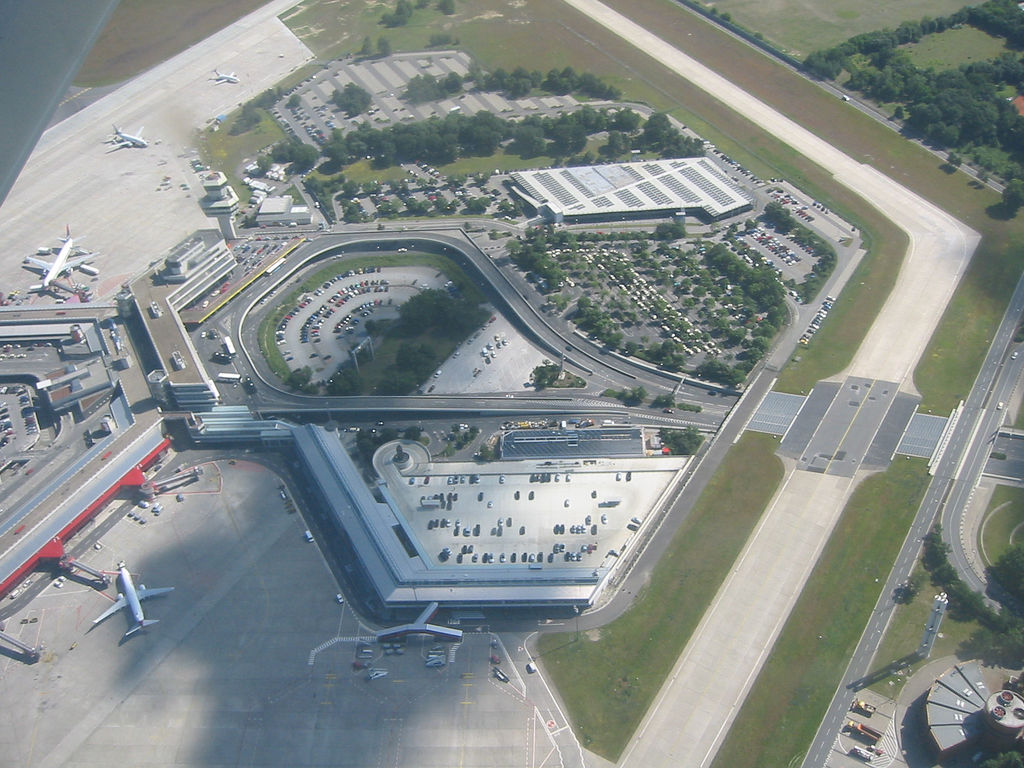
航站楼主建筑鸟瞰图（2005年）

A航站楼（Terminal A）是一个外观为六边形的线状航站楼，每条边长620米，内设14条与走廊并排的登机空桥。出租车可以通过一扇玻璃幕墙直接将乘客送往航站楼内院的值机柜台门前，停车场位于航站楼的中部。巴士则不允许进入内院，而是在中央大厅（Haupthalle）的A1和A14环形登机闸口前设有站点。中央大厅值机柜台和安全检查柜台的正后是候机室，每个候机室分别对应2条空桥，可同时接纳两个使用小飞机航班的乘客或一个使用大型飞机航班的乘客。每两个候机室之间的区域是到达区，设有为抵港乘客准备的行李认领和海关检查设施。这种特殊设计使得相比起其它大型机场，泰格尔抵港乘客的行李提取平均等候时间会较短。随着申根航班占的比重日益提高，登机闸口前的海关检查站也越来越少。目前在A航站楼内来自非申根国的航班只能使用A1至A7和A12至A14闸口。
中央大厅内大显示频的后方是柏林州立警察和德国联邦警察的服务点。有关旅行要求、航空安全咨询或旅游证件的更换均可在联邦警察服务点完成。
具有典型1960年代和1970年代建筑风格的A航站楼试图突出其几何形状的功能，并以此作为主题运作。泰格尔以独特的六边形栅格替代传统的矩形空间，并在通往空桥的登机闸口处设有三角形的风挡，类似于向前突出的凸窗。建筑物的平面及横截面包括混凝土立柱均为六角形。座椅及地砖最初也采用相应的几何图形，但在随后的翻新工程中许多地方却采用了常规的替代品。截至2008年，旧式地砖仍可在航站楼前的巴士站中找到。

#### C航站楼

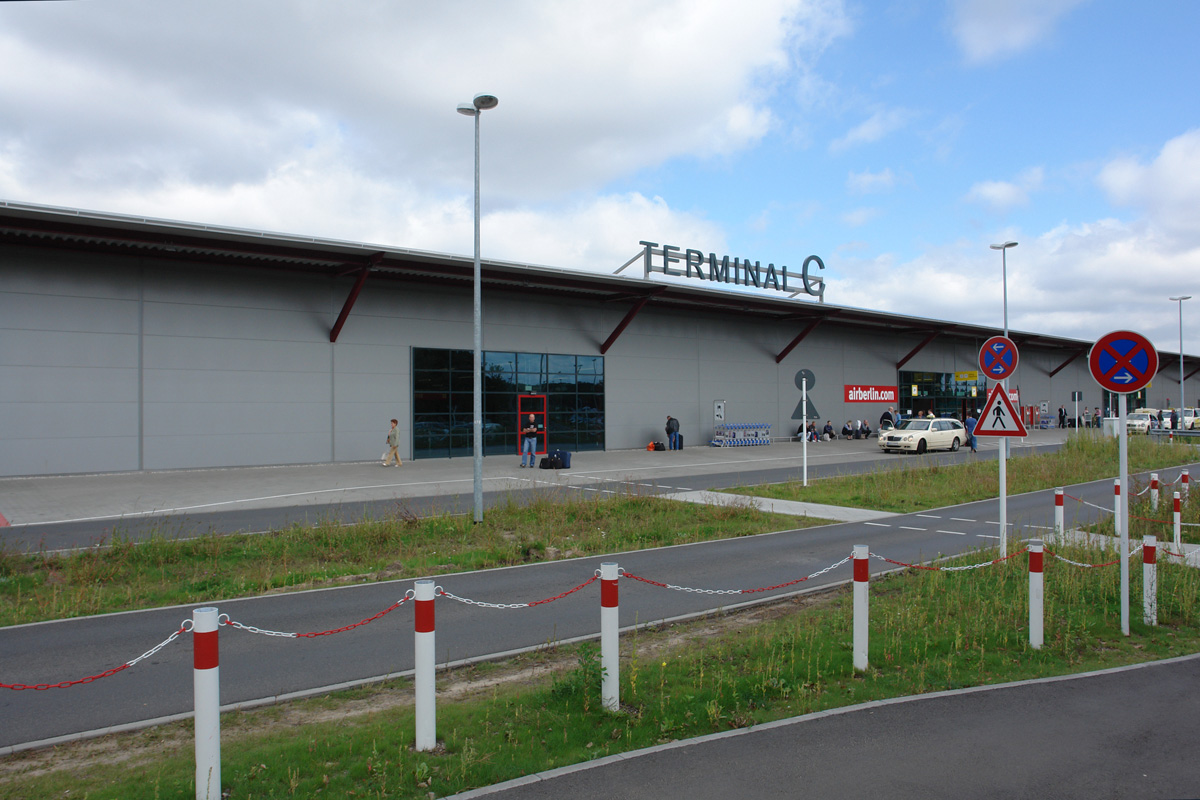
C航站楼外观

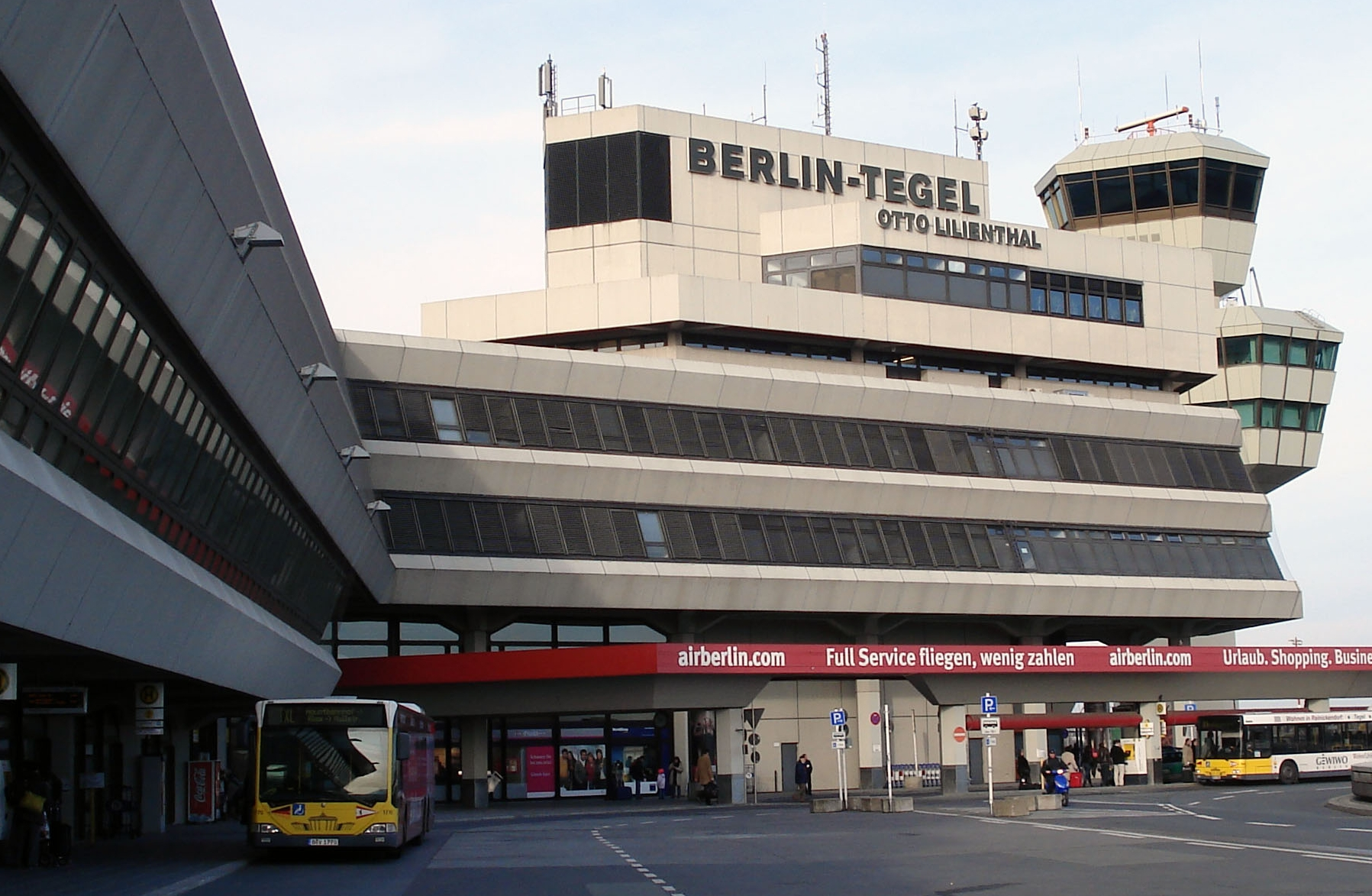
B航站楼一隅

C航站楼（Terminal C）于2007年5月24日开幕，目前主要供柏林航空使用。其大厅结构是基于柏林－舍讷费尔德机场的D航站楼建造的，拥有每年处理250万旅客的能力。由于该航站楼的落成时间仅距机场计划关闭的年份不远，柏林机场公司以增强安全性为理由降低了该航站设施的容量，直至新的勃兰登堡机场启用。2009年9月10日，经过扩建的C2航站楼投入使用，这是泰格尔机场最后一次增加容量。
C航站楼的闸口编号为C40至C57，后来的C2航站楼则使用C60至C67的编号。它主要用以处理申根国家之间的航班，在C2航站楼启用后也可以处理非申根国目的地。该航站楼不设登机空桥，但仍提供可由柏林航空的空客A330等大型客机使用的近机位，目前共有26个登机柜位和13个近机位。前往C航站楼的自驾车旅客可在其超大型的停车场享受短时免费停车，这种待遇在其它航站楼是没有的。C航站楼到A航站楼（巴士站或转机口）的步行路程约为350米，这期间大多主要通过搭乘电梯前往。

#### B、D、E航站楼

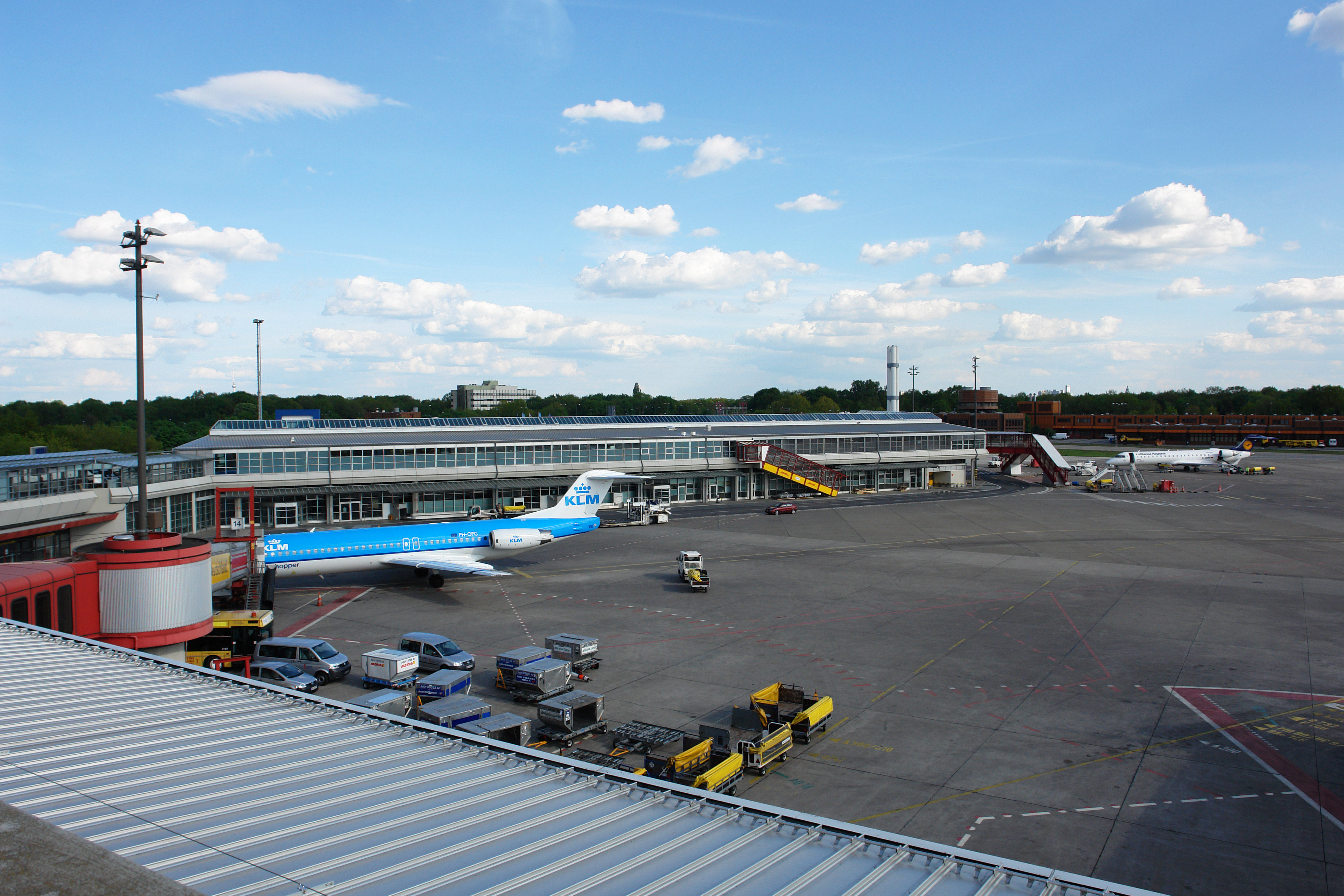
D和E航站楼

为了满足不断增加的乘客需求，机场需要增加额外的航站楼终端。而随着新航站楼的落成，B和D航站楼也有了新的编号方式。主体建筑（即“内贝尔大厅”）曾经的候机区域和20至39闸口被设置为如今的B航站楼。前往70至91号闸口则必须从航站楼南部靠近14号闸口的出口离开，并朝2号停车场的方向前进——那里便是经过扩建后新增的航站楼，其中上层为D航站楼，下层为E航站楼。

#### 能源中心、货运及维修建筑

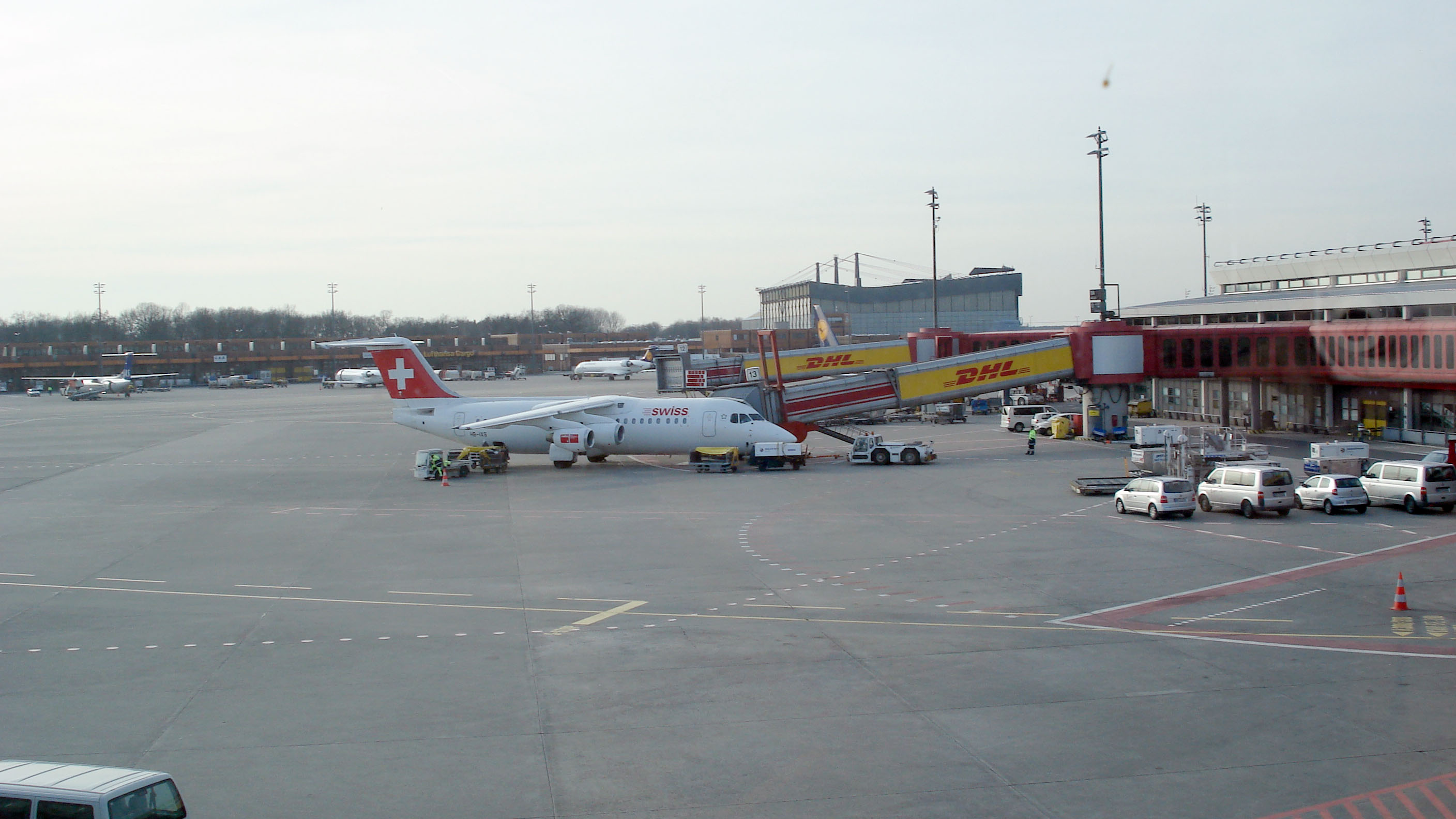
货运区域

货运大楼和空厨位于航站楼的西南方，机场管理公司和能源中心的营业场所则位于南部。这些建筑都是基于一个模块化系统，使得全部建筑在外观上看起来像是由单独的货柜聚集在一起。这些单独的建筑会让人联想起1980年代的西德电话亭，不同的是这些建筑都是橙色的。环形登机通道的窗户也采用同样的构造，但使用红色边框。只有位于航站楼西面的灰色维修机库明显的钢筋樑架和金字塔形噪音防护舱的钢筋樑架加瓦楞铁皮构造不太融入整体的设计理念，但却可依然实现其功用。用作发动机测试的噪音防护舱是一个总面积为2230平方米的工作车间。
货运大楼拥有11428平方米的总面积，每年可处理4万吨航空货物。楼内还设有一个动物检疫站和一个放射性物质的临时存放区。2008年11月20日，当天暂未使用的动物检疫站发生火灾，大火使机场空中交通中断半小时，4架航班因大火产生的浓烟无法正常降落，被迫转降至舍讷费尔德机场。

#### 起降跑道
柏林-泰格尔机场拥有两条起降跑道。08L/26R跑道有3023米长和46米宽，表面为沥青，它是双向采用第三B類儀器降落系統，因而在恶劣天气下也可使用。08R/26L有2424米长和46米宽，表面也为沥青层，其中08R单独采用第一類儀器降落系統，26L则采用第二類儀器降落系統。

## 机场缺陷

### 设施的缺点

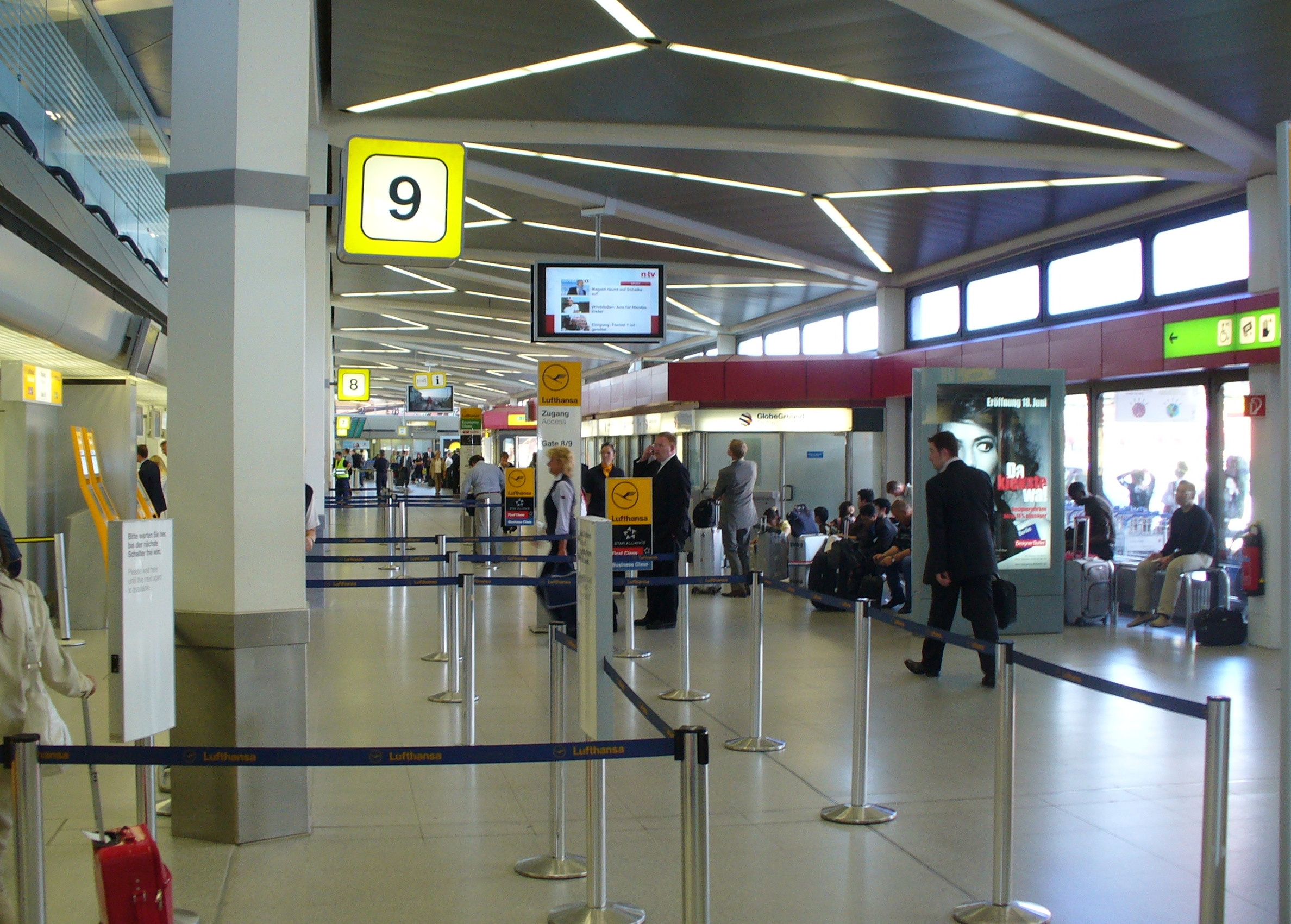
A航站楼的公共区域：右边为行人道，左边为安检区

泰格尔机场目前的旅客量年均大幅增长约250万人次，已超过1974年新设施开幕时的计划容量。2007年，机场共计处理了13,357,741人次的旅客，2008年则是14,467,921人次。相比之下，2000年机场只处理了约1000万人次。在环形登机通道的某条登机柜位前，旅客往往需要排成长队，这会对前往其它闸口的通行造成影响。因容量有限而设立的小型关卡减慢了通行速度，同时还需要在每个非相互独立的候机室配备安保人员。候机室本身对于现代飞机而言通常都太小，此外飞机还必须有选择性的使用停机位，确保国际旅客和申根国旅客不会使用相同的候机室。
以今天的角度来看，航站楼的道路布局也存在问题。主体建筑中央的出入口成为一个瓶颈。2004年这里发生了一起严重车祸，一名驾驶者驾车行至航站楼前，因突发心肌梗死而对汽车失去控制，汽车穿过玻璃门并撞向环形登机通道，并导致途易飞柜台的一名员工丧命。
此外，餐饮及购物区域也无法满足当今客流量的需求。这是泰格尔机场为实现短距离上落飞机的结果，却与当今机场尽可能设置长距离的通道以安插购物中心的原则相悖，机场管理公司也因此错过了现代化机场建筑所能带来的可观租金收入来源。由于缺乏竞争，造成了泰格尔机场现有餐饮及购物商户价格过高而选择太少的局面。而在夜里20点至22点起降的航班时段中，大多数商店都已经结束营业了。

### 飞行噪音
许多评论家和居民一直投诉柏林内城的飞行噪音，原因是前往或离开泰格尔机场的飞行航路会经过人口密集的潘科和赖尼肯多夫区，对当地超过36万名居民造成影响。2007年，在连续噪音超过67分贝的区域居住着大约3200人。于是这成为反对泰格尔机场继续运营并加快推进建设位于东部舍讷费尔德对居民影响较小的大型柏林勃兰登堡机场的决定性因素，并在2005年11月24日柏林-勃兰登堡行政法院（Oberverwaltungsgerichts Berlin-Brandenburg）的裁决中得到了肯定。

## 结构设计的影响
泰格尔机场的航站楼建筑与保罗·施耐德-埃斯勒保罗·施耐德-埃斯勒本设计的科隆/波恩机场航站楼有相似之处，两者皆为1960年代的建筑风格，并都采用“驾车入机场（Drive-In Airports）”的概念。事实上，gmp建筑事务所早在1964年（未实现）便展示了其为汉诺威机场设计的类似形态：一个六边形的环形登机通道；而他们为莫斯科谢列梅捷沃国际机场设计的提案也同样类似，但汉诺威和莫斯科这两座几乎完全相同的航站设施最终由来自汉诺威的建筑事务所维尔克及合伙人（wilke&partner）完成。而gmp后期所设计的航站楼，例如汉堡和斯图加特机场的外观则与泰格尔机场截然不同。

## 运营数据
柏林-泰格尔机场目前是柏林地区最繁忙的机场。在柏林的两座机场商用机场当中，因泰格尔地处中心位置而更受许多航空公司的青睐，所以在此部署新飞机或增开新航线已几乎没有任何空闲的时间点。这也是为什么近几年来录得的客运量数据比官方限定的容量更高的原因。在2010年，泰格尔机场共发送了15,025,600人次的旅客。

机场自1991年以来的流量变化

| 运营年份 | 载客人次   | 载货吨数 | 载邮吨数 | 起降架次 |
| -------- | ---------- | -------- | -------- | -------- |
| 1991     | 6,715,402  | 13,585   | 16,002   | 120,344  |
| 1992     | 6,641,634  | 16,493   | 18,705   | 96,896   |
| 1993     | 7,000,168  | 16,060   | 17,672   | 90,750   |
| 1994     | 7,234,345  | 16,625   | 16,869   | 93,103   |
| 1995     | 8,186,512  | 17,131   | 16,229   | 112,521  |
| 1996     | 8,298,736  | 17,836   | 17,525   | 117,247  |
| 1997     | 8,622,359  | 19,043   | 16,465   | 117,495  |
| 1998     | 8,810,476  | 15,183   | 15,639   | 115,092  |
| 1999     | 9,543,437  | 15,349   | 15,887   | 118,188  |
| 2000     | 10,268,325 | 17,096   | 26,792   | 127,668  |
| 2001     | 9,863,870  | 17,578   | 15,977   | 125,484  |
| 2002     | 9,055,002  | 13,787   | 14,258   | 111,334  |
| 2003     | 11,055,303 | 12,800   | 4,665    | 134,395  |
| 2004     | 11,014,062 | 12,009   | 8,044    | 131,875  |
| 2005     | 11,500,454 | 11,246   | 3,125    | 137,288  |
| 2006     | 11,787,960 | 13,490   | 5,522    | 134,322  |
| 2007     | 13,345,188 | 14,830   | 4,823    | 145,423  |
| 2008     | 14,486,610 | 28,427   | 5,143    | 161,237  |
| 2009     | 14,180,084 | 25,057   | 2,651    | 156,262  |
| 2010     | 15,025,600 | 31,766   | 5,476    | 158,570  |
| 2011     | 16,919,820 |          |          |          |
| 2012     | 18,164,203 |          |          |          |
| 2013     | 19,591,838 |          |          | 182,197  |
| 2014     | 20,688,016 |          |          |          |
| 2015     | 21,005,215 |          |          |          |